# Typ 81 (Sturmgewehr)
Das Typ 81 ist in den frühen 1980er-Jahren in der Volksrepublik China entwickeltes Sturmgewehr im Kaliber 7,62 × 39 mm. Es stellt eine Weiterentwicklung der chinesischen Typ-63-/68-Gewehre dar.
Es legte den Grundstein für eine ganze Familie von Abkömmlingen, unter anderem Fallschirmjägerversionen mit Klappschaft (Typ 81-1) und Varianten mit schwerem Lauf, 75-Schuss-Trommel und Zweibein als leichtes Maschinengewehr.
Auch wenn es äußerlich der Kalaschnikow-Reihe sehr ähnlich ist, so unterscheidet sich das Typ-81-Gewehr doch von den sowjetischen Modellen: Auffällig ist der Schießbecher für Gewehrgranaten, darüber hinaus wird beim Typ 81 erstmals ein Dolchbajonett verwendet, das sich auch als Kampfmesser einsetzen lässt. Technisch ist es ein Gasdrucklader mit Drehkopfverschluss, der dem des Kalaschnikow-Systems entspricht. Der Gaskolben mit kurzem Hub und Gasreguliervorrichtung wurde vom Typ 63 übernommen. Der Kornträger sitz unmittelbar vor der Gasentnahme.

## Varianten
Für die Tests mit der 5,8×42-Millimeter-Patrone wurde das Typ 87 hergestellt, das bis auf das andere Kaliber und den zusätzlichen Verschlussfang baugleich ist.

## Einsatz
Die Waffen wurden unter anderem in den Grenzkämpfen zwischen China und Vietnam im Gefecht eingesetzt.